# فيصل البكر
فيصل بندر البكر (مواليد 19 مارس 2005) هو لاعب كرة قدم سعودي يلعب في نادي الجبلين.